# L'ammutinamento del Caine (romanzo)
L'ammutinamento del Caine (The Caine Mutiny) è un romanzo di Herman Wouk pubblicato in originale nel 1951, in Italia nel 1952 edito da Rizzoli. Racconta l'esperienza di un giovane ufficiale di marina americano imbarcato su un vecchio caccia-dragamine durante la seconda guerra mondiale e del suo coinvolgimento nella vicenda che porta alla destituzione del comandante.
Il libro vinse nel 1952 il Premio Pulitzer per la narrativa.

## Trama
Willie Keith è un giovane di ottima famiglia della New York benestante, con una prestigiosa laurea in tasca e poca voglia di usarla, preferendo suonare il piano in qualche locale senza pretese. Ma quando la guerra lo chiama al dovere, decide che è meglio farsi avanti e tentare la via della Marina. Una scelta che si rivela più ardua del previsto, e, complice la cattiva sorte, solo la benevolenza dei superiori riesce ad evitargli un'umiliante espulsione dalla scuola Aspiranti. Nel frattempo la sua relazione con May Wynn, una ragazza di umili origini conosciuta sul lavoro, si trasforma in qualcosa di molto più serio di quello che immaginava, impegnando a fondo i suoi pensieri.
Conclusa la propria istruzione come guardiamarina, viene assegnato ad un cacciamine, il Caine, operante nel Pacifico. Raggiunto Pearl Harbor, Willie scopre da una lettera del padre della sua grave situazione di salute; quando riesce a contattare casa, viene informato della sua morte. Questo lo spinge a cercare di accelerare il proprio imbarco sulla nave, ma ancora una volta la sorte non gli viene incontro, e solo dopo parecchio il Caine si presenta alla base navale. Fin dall'inizio la vita di bordo si dimostra una prova severa, dandogli l'impressione di essere stato destinato alla peggiore imbarcazione della Marina. Disciplina quasi inesistente, organizzazione apparentemente precaria, tutto sembra indicare che il Caine è mal condotto, ecco perché la notizia dell'avvicendamento del comandante De Vriess sembra davvero opportuna.
Ma Willie non ci metterà molto a scoprire quanto le sue speranze siano mal fondate, e quanto i suoi giudizi fossero superficiali. L'ossessione per regolamenti e disciplina del nuovo comandante Queeg nascondono infatti una profonda insicurezza, che si manifesta sotto forma di paranoia e continui tentativi di far ricadere sui sottoposti i propri errori. La vita a bordo si trasforma così in un inferno continuo, tra punizioni, incombenze e turni di guardia massacranti. E se una breve sosta con relativa licenza serve a Willie solo a confondere ancora di più le idee sul futuro della sua relazione con May, il ritorno in mare assume presto l'aspetto dell'incubo temuto. Alla prima azione di combattimento, il comandante mette in mostra una vigliaccheria sconcertante, ispirando cupi pensieri sul futuro della nave a tutti gli uomini a bordo. E nei mesi che seguono, tra logoranti servizi di scorta e brevi azioni di combattimento, i segni di instabilità e di inadeguatezza del comandante si moltiplicano, convincendo anche il più scettico e fedele degli ufficiali della nave, il secondo Maryk, di avere a che fare con un uomo affetto da una seria patologia mentale. Il suo tentativo di rendere noto ai superiori la situazione viene però bloccato dal mancato appoggio dell'altro ufficiale Tom Keefer, inizialmente il più convinto nel sostenere la necessità di procedere in questo senso. Ecco quindi che nel momento di massima crisi per la nave, quando un tifone mette in gravissimo pericolo la vita di tutto l'equipaggio e Queeg si mostra nuovamente incapace di affrontare la prova, tocca a Maryk assumersi la responsabilità di esautorare il comandante, spalleggiato solo da Willie e dal pilota Stilwell.
Nel conseguente procedimento marziale contro l'ufficiale ribelle, tutto sembra puntare verso una condanna, anche se il singolare avvocato trovato a fatica per la difesa, il pilota d'aviazione Barney Greenwald, sembra convinto del contrario. In attesa del processo, Willie si reca a casa con l'intento di rompere con May, seguendo il volere della madre. La ragazza non ne è sorpresa, ma questo non rende più facile la cosa per nessuno dei due, e l'addio è carico di malinconia. La licenza è comunque breve, perché il processo incombe, anche se Willie è solo un testimone, essendo Maryk unico imputato. E dopo un avvio penoso, con tutte le deposizioni che sembrano avvalorare le tesi dell'accusa, Greenwald comincia a costruire la sua linea difensiva, volta a dimostrare il comportamento inadeguato e pavido di Queeg. Sfruttando abilmente le testimonianze a disposizione, e mettendo alle strette in un serrato confronto diretto il comandante del Caine, ne fa emergere il carattere gretto e paranoico, ottenendo alla fine un verdetto d'innocenza. Nella successiva cena offerta da Tom Keefer per festeggiare la pubblicazione del suo romanzo e la vittoria contro l'odiato Queeg, Greenwald si toglie la soddisfazione di rinfacciare al vero ispiratore dell'azione di Maryk la sua ignavia, dichiarando maggiore simpatia per il comandante.
Mesi dopo, presso Okinawa il Caine, ora comandato da Tom Keefer,  viene colpito in pieno da un kamikaze, e Willie che ne è il secondo guida con successo le operazioni per salvare la nave, mentre Tom, ferito e preso dal panico, si getta in mare. L'avvenimento fa capire a Willie i veri sentimenti che prova per May, e lo spinge a scrivere una lunga lettera per chiederle la mano. Ma il tempo passa e non arriva risposta; intanto la guerra finisce, e Willie diventa l'ultimo capitano della nave, che malinconicamente conduce verso la sua destinazione definitiva, il disarmo in patria. Finalmente riesce a rintracciare May, che ha cambiato nome e sembra avviata in una carriera di successo, essendosi per di più impegnata in una nuova relazione sentimentale. Nel successivo colloquio tra i due, Willie riesce a fare breccia nelle sue difese, e pur non ottenendo nessun impegno concreto, capisce di essere ancora ben presente nel suo cuore, e che le sue speranze di matrimonio non sono infondate.

## Personaggi
- Willis (Willie) Seward Keith. Ragazzo viziato e superficiale che il Caine e la guerra trasformeranno in uomo ed ufficiale valido, attraverso prove severe. Imparerà quindi a prendere coscienza delle proprie scelte, aiutandolo a costruirsi un futuro autonomo dai condizionamenti familiari.
- Philip Francis Queeg. Una personalità disturbata al limite dello squilibrio mentale, che ha trovato nella Marina un rifugio ai propri problemi, rivestendosene come una corazza.
- Stephen (Steve) Maryk. Uomo di mare affidabile ed esperto, la situazione lo mette di fronte ad una scelta molto difficile, di cui sa di doversi assumere ogni responsabilità. Pur salvandosi da conseguenze gravi, perderà la possibilità di seguire la strada desiderata.
- Thomas (Tom) Keefer. Più portato alla letteratura che alla vita di  mare, vi si adatta con facilità grazie ad un'intelligenza fuori dal comune. Ma tanta cautela può essere segno di pavidità, e non potrà nascondersi dietro le parole, quando gli eventi lo porteranno a fronteggiare la propria natura.
- Barney Greenwald. Avvocato di grandi capacità, che la guerra ha colpito personalmente. La sorte lo coinvolge suo malgrado nella vicenda, e solo dopo aver svolto al meglio il proprio compito, avrà il modo di esprimere ciò che pensa.
- May Wynn (Maria Minotti). Una ragazza consapevole delle difficoltà che la vita le ha posto davanti ma determinata a non arrendersi, si innamora suo malgrado di quel giovane immaturo, senza nutrire troppe speranze su quella relazione.

## Adattamenti
In seguito al successo ottenuto dal libro, l'autore stesso ne curò un adattamento teatrale in due atti per Broadway, incentrato sulla fase processuale della storia, dal titolo Corte marziale per l'ammutinamento del Caine, a sua volta soggetto a svariati adattamenti televisivi e cinematografici.
Dal romanzo, nel 1954 fu tratto un omonimo film di successo diretto dal regista Edward Dmytryk, con Humphrey Bogart nella parte del comandante Queeg. 
Nel 2023 viene prodotto un nuovo adattamento televisivo, The Caine Mutiny Court-Martial, diretto da William Friedkin e interpretato da Kiefer Sutherland nel ruolo di Queeg. Il film viene presentato in anteprima mondiale, fuori concorso, all'80ª Mostra internazionale d'arte cinematografica di Venezia.

## Edizioni
- Herman Wouk, L'ammutinamento del Caine, traduzione di Beatrice Boffito, 3ª ed., Rizzoli Editore, aprile 1954.